# Русець (Великопольське воєводство)
Русець (пол. Rusiec) — село в Польщі, у гміні Вапно Вонґровецького повіту Великопольського воєводства.
Населення — 169 осіб (2011).
У 1975-1998 роках село належало до Пільського воєводства.

## Демографія
Демографічна структура станом на 31 березня 2011 року:
|          | Загалом | Допрацездатний вік | Працездатний вік | Постпрацездатний вік |
| -------- | ------- | ------------------ | ---------------- | -------------------- |
| Чоловіки | 84      | 15                 | 56               | 13                   |
| Жінки    | 85      | 17                 | 48               | 20                   |
| Разом    | 169     | 32                 | 104              | 33                   |